# Basílica de San Esteban (Jerusalén)
La Basílica de San Esteban o simplemente la Iglesia de San Esteban es el nombre que recibe un templo católico situado en la carretera al sur de Naplusa, fuera de las murallas de la Ciudad Vieja de Jerusalén. Se encuentra junto al convento de San Esteban, que alberga la Escuela Bíblica y Arqueológica Francesa, y la iglesia conventual. Una vieja tradición ve este lugar como el sitio donde se produjo el martirio de Esteban, diácono mártir, mencionado en el libro de los Hechos (AC.7 :54-60). Estudios más recientes indican que el martirio se ubicaría en el Valle del Cedrón.
La primera vez que se construyó un templo para conmemorar el martirio fue en el siglo V, cuando la emperatriz Eudocia mando a construir una estructura en el sitio de la actual basílica, una capilla dedicada a San Esteban, y fue enterrada allí después de su muerte. Con la llegada de los persas en el año 614 y el sitio de Jerusalén que siguió, la capilla fue destruida.
En 638, una pequeña iglesia fue construida por San Sofronio, luego restaurada y ampliada por los cruzados, pero más tarde destruida por ellos mismos, para que no cayera en manos del sultán Saladino.
En el siglo XIX los dominicos franceses adquirieron el lugar de las antiguas ruinas de los cruzados, y después de las excavaciones arqueológicas construyeron el convento y la actual basílica, que fue consagrada en el 1900.